# Antoni de Fluvià
Antoni de Fluvià fou Mestre de l'Hospital des de 1421 fins al 1437. Provenia d'un llinatge de cavallers originaris de Guissona que més tard es va establir a la Noguera i que foren partidaris del comte Jaume II d'Urgell després del Compromís de Casp. D'aquest mateix llinatge, hi havia tres nebots seus que el van seguir a Rodes, concretament eren Antoni, Joan i Ramon Berenguer, segurament per haver donat suport militar al dissortat comte d'Urgell.
Fou successivament lloctinent del gran mestre el 1419, defensor de Xipre el 1420 fins que el 1421 arribà al mestratge de l'orde en substitució de Philibert de Naillac i es va encarregar de reforçar les muralles de Rodes (on encara es pot veure el seu escut), així com de bastir la casa de la llengua d'Aragó. Les seves armes que també es troben a la fortificació de l'illa de Castellroig. Va lluitar directament a Egipte. El 1428 va ordenar que es constituís l'arxiu de l'orde i també va elevar la comanda de Mallorca en batllia.
En l'àmbit de la diplomàcia, va gestionar l'alliberament del rei Joan II de Xipre, també es va encarregar de negociar treves entre el soldà egipci i el rei Alfons el Magnànim i va intercedir per solucionar el Concili de Basilea.
A la seva mort va deixar una summa considerable per tal que es pogués construir la infermeria de l'orde, entre 1440 i 1489, que és l'actual museu arqueològic de la ciutat de Rodes.

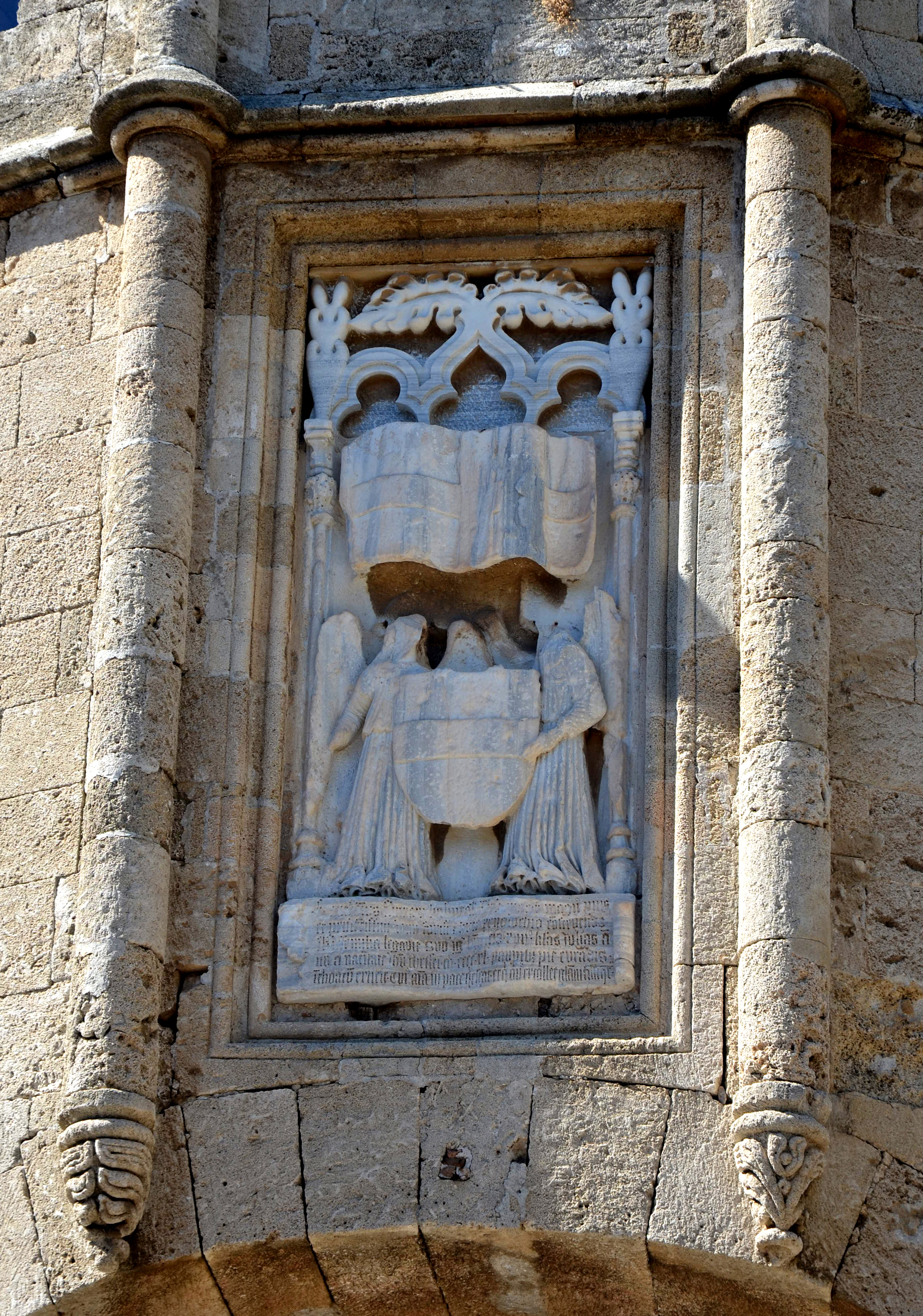
Escut del mestre Antoni de Fluvià a la porta principal de l'Hospital dels Cavallers de Rodes (Grècia). Al peu hi ha una inscripció commemorativa que explica la deixa que feu el mestre perquè es construís l'hospital.